# Artem Zabelin
Artem Zabelin (en russe : Артём Владимирович Забелин), né le 15 janvier 1988, à Khabarovsk, dans la République socialiste fédérative soviétique de Russie, est un joueur russe de basket-ball. Il évolue aux postes d'ailier fort et de pivot.

## Palmarès
- Vainqueur de l'Euroligue 2008
- Vainqueur de la VTB United League 2008